# Реакция Кнёвенагеля
Реа́кция Кнёвена́геля — химическая реакция, заключающаяся в конденсации альдегидов или кетонов в присутствии оснований с соединениями, содержащими активные метиленовые группы.
Реакция названа в честь немецкого химика Эмиля Кнёвенагеля.

## Механизм реакции
Данная реакция является модификацией известной реакции Перкина и имеет сходный с ней механизм. Первая часть реакции протекает по механизму нуклеофильного присоединения: основания (первичные или вторичные амины) отщепляют протон от активной метиленовой группы. Образовавшийся карбанион реагирует с карбонильной группой альдегида или кетона, в результате чего выделяется молекула воды (поэтому реакцию иногда называют «Конденсация Кнёвенагеля»). В качестве продуктов обычно образуются α,β-сопряжённые еноны.
Активная метиленовая группа обычно присутствует в следующих формах:
- Z-CH2-Z или Z-CHR-Z, например диэтилмалонат, кислота Мельдрума, этилацетоацетат, малоновая кислота или циануксусная кислота[5].
- Z-CHR1R2, например нитрометан.

Z — электроноакцепторная функциональная группа, достаточно сильная для облегчения депротонирования даже в присутствии слабого основания. Использование в качестве катализатора сильного основания нежелательно, поскольку это приведёт к самоконденсации альдегида или кетона.
Реакция Кнёвенагеля как промежуточный шаг входит в такие реакции как «синтез пиридина по Ганчу», «реакция Гевальда» и «синтез Файста-Бенари». Благодаря этой реакции было открыто боевое отравляющее вещество — газ Сирень.

## Область применения
Яркий пример реакции Кнёвенагеля — реакция 2-метоксибензальдегида 1 с N',N-диэтилбарбитуровой кислотой 2 в этаноле, в присутствии пиперидина в качестве основания. Образовавшийся в результате реакции енон 3 — это комплекс с переносом заряда.
Конденсация Кнёвенагеля — ключевой шаг в промышленном производстве противомалярийного препарата люмефантрина (компонент Коатрема):
В результате реакции получается смесь E- и Z-изомеров в соотношении 50:50, но, поскольку оба изомера быстро переходят один в другой через спирт, в конечном итоге всё же удаётся получить более стабильный Z-изомер.
В качестве примера многокомпонентной реакции можно указать микроволновой синтез из циклогексанона, малононитрила и 3-aмино-1,2,4-триазола:

## Синтез Дебнера
Синтез Дебнера является модификацией реакции Кнёвенагеля и заключается в конденсации альдегидов с малоновой кислотой в присутствии пиридина или пиперидина. В результате такой реакции происходит дополнительный шаг — декарбоксилирование. Например, в результате реакции между акролеином и малоновой кислотой в присутствии пиридина образуется транс −2,4-пентадиеновая кислота у которой остаётся всего одна карбоксильная группа:

## Реакция Вейса-Кука
Реакция Вейса-Кука представляет собой синтез цис-бицикло[3.3.0]октан-3,7-дионов с использованием сложных эфиров ацетондикарбоновой кислоты и α-дикарбонильных соединений. Реакция происходит по тому же механизму, что и реакция Кнёвенагеля: